# Lewis Spears
Lewis Spears (Melbourne, Australië, 16 januari 1994) is een Australische stand-up komiek, vlogger, muzikant, podcaster, presentator, acteur en youtuber.

## Biografie

### Jeugd en opleiding
Spears werd geboren op 16 januari 1994 in Melbourne. Hij is de jongste in een gezin van twee kinderen. Hij volgde onderwijs aan het McKinnon Secondary College in Melbourne waar hij zijn middelbare school diploma behaalde in 2012. Na aanvankelijk een vervolgstudie te zijn begonnen, stopte hij na een jaar met zijn studie om zich te focussen op komedie.

### YouTube
Spears startte zijn carrière in 2012 op het mediaplatform YouTube, waar hij begon met het maken van sketches en komische reviews. Hier is hij tot op heden veelal actief waarin hij naast clips van zijn theatershows vooral ook veel reviews en commentaar levert op actualiteitszaken of andere YouTube kanalen en media persoonlijkheden. Daarnaast presenteert hij zijn eigen maandelijkse, komische actualiteitsjournaal onder de naam 'Bi-Monthly Bull' en heeft hij een programma waarin hij recepten kookt zonder bak- of kookinstructies.

### Theater
In 2014 stond hij op 20-jarige leeftijd voor het eerst op het podium in diverse stand-up theaters en met een eerste eigen programma in gehuurde zalen in Melbourne en Sydney. De jaren daarna toerde hij voornamelijk met zijn shows door Australië en sinds 2017 ook in Nieuw-Zeeland. Spears zijn komediestijl bestaat voornamelijk uit zwarte humor, actualiteit, controversieel en het betrekken van het publiek.
In 2017 lanceerde hij een crowdfunding-campagne voor het maken van een professionele theatertour waar hij een totaalbedrag van 17 duizend Australische dollar mee wist binnen te halen. Zijn theatertour 'Death Threats Don't Scare Me' volgde daarop in 2018 waarbij een optreden werd opgenomen voor televisie. Vanwege zijn komedie stijl is de special echter niet op de Australische televisie na afloop van zijn tour uitgezonden, wel werd de show uitgegeven op DVD en in het gehele land verkocht. De show is tot op heden de grootste, door publiek gefinancierde komediespecial ter wereld.

### Podcasts
Spears presenteerde tussen 2017 en 2019 samen met de Australische komiek Luke Kidgell een radioshow op de radiozender FoxFM met de naam 'Luke and Lewis'. Na het beëindigingen van de radioshow begin 2019 ging het duo verder met de show als online podcast. Deze podcasts worden gefilmd en ook gepubliceerd op YouTube op een eigen kanaal. De audio is daarna onder andere via Spotify en SoundCloud te beluisteren. De podcasts duren gemiddeld een uur per uitzending en worden tweemaal per week gepubliceerd. In 2019 stond de podcast op plaats 21 van de meest beluisterde en afgepeelde podcasts van Australië op Spotify. In 2020 was de podcast gestegen naar plek 18.
Daarnaast presenteert Spears zijn eigen solo podcast onder de naam 'Spearhead Sundays' die elke zondag van de week uitkomen. Net als 'Luke and Lewis' zijn dit podcasts van ongeveer een uur lang met af en toe een gast. Om de 50 shows wordt de postcast live gehouden voor een publiek in een zaal. De 200e uitzending in mei 2020 ging echter door de coronacrisis en de daaropvolgende lockdown niet door. Spearhead Sundays stond in 2020 op plek 30 van de meest populaire en beluisterde podcasts in Australië op Spotify.

### Controversie
In 2013 belandde hij in een vete met de Australische journalist en cyberexpert Susan Mclean nadat hij haar boek reviewde en bestempelde als de grootst mogelijke onzin ooit geschreven. Toen Spears in 2014 het voor elkaar kreeg de Australische media te doen geloven dat hij een online pester was, bestempelde Mclean hem als de 'Ergste en grootste internet pester van Australië'. Ze ging zover dat ze theaters belde en mailde waar Spears optrad om zijn shows geen doorgang te laten vinden en beschuldigen hem in haar boeken en tijdens infomiddagen op scholen en universiteiten hem als voorbeeld gebruikte. Spears heeft met een advocaat het uiteindelijk voor elkaar gekregen dat dit stopte. Toen hij merkte dat ze echter toch doorging gebruikte hij haar als hoofdonderwerp en rode draad in zijn theatershow 'They Tried To Cancel Me Last Time' waar hij de slogan; 'SorrySuzie' introduceerde. Tijdens elke show filmde hij zichzelf en het publiek terwijl ze hun verontschuldigen aanboden aan Suzie. Deze campagne zorgde voor Spears een grote omzet in kaartverkoop en SorrySuzie werd in Australië een trending topic op sociale media.
In 2019 kwam hij in conflict met de Australische Podcast Awards, een jaarlijkse waarderingswedstrijd voor podcasts. Spears zijn solo podcast 'Spearhead Sundays' was genomineerd in de categorie Komedie. In een podcast tijdens de stemrondes riep Spears zijn publiek op om vooral op hem te stemmen. Als grap voegde hij eraan toe dat wat hem betreft valsspelen was toegestaan en hij moedigde zijn luisteraars aan om meerdere mail accounts aan te maken om zo meerdere keren op hem te stemmen. Hoewel dit als grap was bedoeld, deden zijn luisteraars massaal wat hij zei. Spears werd vervolgens beschuldigt door de Podcast Awards voor het aanzetten van fraude en valsspelen en gediskwalificeerd voor 2019. Hij kreeg daarnaast ook een levenslange verbanning van de Podcast Awards. Spears reageerde cynisch op de beschuldigingen en vond dat de Podcast Awards de komedie categorie beter konden afschaffen als ze toch niet begrijpen wat komedie is.

### Persoonlijk leven
Spears woonde in Frankston met zijn vriendin Jasmine. Spears valt naast zijn keuze voor het dragen van voornamelijk donkerzwarte kleding op vanwege zijn lengte, hij is 2,03 meter lang. In september 2021 maakte hij bekend op Twitter dat hij is verhuisd naar Tasmanië.

## Theaterprogramma's
- Cyberbully Superstar (2014)
- They Tried To Cancel me Last Time (2015-2016)
- Independent Variable (2016)
- Try and Stop Me (2016-2017)
- Death Threats Don't Scare Me (2017-2018)
- No Slide Season (2019-2020)
- Back in the Trenches (2021)

## Televisie
- Dibble Vlogs (2017) - Gast
- Learning with Difficulties (2018) - Presentator
- Spears vs America (2020) - Presentator